# شیلا چاندارا
شیلا چاندارا (انگلیسی: Sheila Chandra؛ زادهٔ ۱۴ مارس ۱۹۶۵) یک خواننده سبک پاپ اهل انگلستان است. وی بین سال‌های ۱۹۸۱ تا ۲۰۱۰ میلادی فعالیت می‌کرد.